# Dr JS Moroka Local Municipality
Dr JS Moroka (englisch Dr JS Moroka Local Municipality) ist eine Lokalgemeinde im Distrikt Nkangala der südafrikanischen Provinz Mpumalanga. Der Verwaltungssitz der Gemeinde befindet sich in Siyabuswa. Bürgermeister ist William Thulare Madileng.
Namensgeber der Gemeinde war James Moroka, der von 1949 bis 1952 Präsident des ANC war.

## Geografie
Die Gemeinde liegt im Nordosten der Provinz und hat einen Großteil der Gemeindegrenze gemeinsam mit der Provinz Limpopo. Im Süden grenzt sie an die Gemeinde an Thembisile Hani und im Südwesten an die Provinz Gauteng. Im Zentrum der Gemeinde befindet sich der Rhenosterkop Dam (auch Mkhombo Dam). Der Elands River fließt durch den Stausee hindurch. Der Kameel mündet auf dem Gemeindegebiet in den Elands. Hauptverkehrsader in der Gemeinde ist die R568, die an der östlichen Gemeindegrenze in der R 573 mündet.

## Städte und Orte
| - Allemansdrift - Borolo - Ga-Morwe - Koedoespoort - Leeufontein - Lefiso - Lefiswane - Loding | - Madubaduba - Maganagobuswa - Magola - Mapoch - Marapyane - Masobye - Matimpule - Matshiding | - Mmamethlake - Moretele - Nokaneng - Phake - Pieterskraal - Seabe - Senotlelo - Siyabuswa | - Terateng - Thabana - Vaalbank - Waterval |

## Wirtschaft
Die größten Arbeitgeber der Gemeinde sind der Bereich der öffentlichen Dienstleistungen und die Landwirtschaft. Es wird Viehwirtschaft betrieben sowie Mais und Gemüse angebaut. Das wichtigste Industriegebiet befindet sich um Siyabuswa.

## Bevölkerung
Von den 249.705 Einwohnern im Jahr 2011 auf einem Gebiet von 1416 Quadratkilometern waren 99,4 % schwarz. Erstsprache war zu 36,1 % isiNdebele, zu 30,7 % Sepedi, zu 17,3 % Setswana, zu 5 % Xitsonga, zu 3,4 % Sesotho, zu 3,1 % isiZulu, zu 1,2 % Englisch, zu 0,8 % Siswati und zu 0,5 % isiXhosa.

## Sehenswürdigkeiten
- Die Gemeinde bietet Möglichkeiten zur Vogelbeobachtung.
- Rhenosterkop Dam
- Mkhombo Nature Reserve
- Mdala Nature Reserve
- Ndzundza Mabhoko Royal Kraal